# Ellis Ellis-Griffith
Ellis Jones Ellis-Griffith (23 mai 1860 - 30 novembre 1926) est un avocat britannique et un homme politique libéral radical . Il est né Ellis Jones Griffith. 

## Famille et éducation
Né à Birmingham, il est le fils de Thomas Morris Griffith, un maître d'œuvre. Il fait ses études à l'University College d'Aberystwyth, à l'Université de Londres et au Downing College de Cambridge, où il étudie le droit et est président de la Cambridge Union. Ellis-Griffith épouse Mary, fille de Robert Owen, en 1892. Ils ont deux fils et une fille. 

## Carrière
Il est appelé au Barreau, à Middle Temple, en 1887 et travaille sur le circuit du nord du Pays de Galles et de Chester. Il est enregistreur de Birkenhead de 1907 à 1912 et est nommé conseil du roi en 1910. 
Il se présente sans succès à West Toxteth en 1892 mais en 1895, il est élu pour Anglesey et réélu sans opposition en 1900. 
Lors de sa nomination comme enregistreur de Birkenhead en 1907, il a dû se soumettre à une nouvelle élection à Anglesey et est réélu sans opposition. En tant que député, il vote en faveur de la loi de 1908 sur le droit de vote des femmes . Il est réélu sans opposition en décembre 1910. Il sert dans l'administration libérale de Herbert Henry Asquith en tant que sous-secrétaire d'État au ministère de l'Intérieur de 1912 à 1915, et joue un rôle important dans la loi de séparation de l'église et de l’État au Pays de Galles à la Chambre des communes, et est admis au conseil privé en 1914. En 1918, il est créé baronnet de Llanidan dans le comté d'Anglesey et change son nom de famille en Ellis-Griffith. 
Il est battu de peu à Anglesey lors des élections générales de 1918 par le candidat travailliste Owen Thomas. Il se présente sans succès la circonscription de l'Université du Pays de Galles en 1922. 
Il est revenu à la Chambre des communes en 1923, quand il est élu pour Carmarthen, mais démissionne de son siège l'année suivante. 
Il meurt subitement à Swansea en novembre 1926, à l'âge de 66 ans, et est remplacé comme baronnet par son seul fils survivant, Ellis. Lady Ellis-Griffith est décédée en 1941. 